# 歐申派恩斯 (馬里蘭州)
歐申派恩斯（英語：Ocean Pines）是位於美國馬里蘭州烏斯特縣的一個普查規定居民點。

## 人口
根據2020年美國人口普查的數據，歐申派恩斯的面積為23.47平方千米，當中陸地面積為16.77平方千米，而水域面積為6.70平方千米。當地共有人口12145人，而人口密度為每平方千米517.47人。